# Podmaniczky utcai MÁV tisztviselői lakóházak
A Podmaniczky utca utcai MÁV tisztviselői lakóházak, vagy a közbeszédben „Hatház” egy nagy méretű, több házból álló lakótömb Budapest VI. kerületében a Podmaniczky utca mentén.

## Története
A bérházcsoport 1918 és 1922 között épült fel a mai Podmaniczky utca 83-93. / Bajzai utca 55. / Munkácsy Mihály utca 34. szám alatti telkeken a Magyar Államvasutak tisztviselői számára. (Nem azonos a kissé távolabb, szintén a Podmaniczky utca mellett korábban állt, mára már elbontott MÁV munkásházakkal, amelyeket Pucher József tervezett 1885-ben.)
A 6 darab, „L” alakú épület a Tatai utcai MÁV tisztviselői lakóházakhoz hasonlóan úgynevezett meanderes beépítési móddal, és franciaudvarokkal készült. Az épületeket Tauszig Béla tervezte.
A vakolt homlokzatot alul és néhol sávokban felfelé terméskőburkolat egészíti ki. A tetőformák a népies építészetre utalnak. Az épületek Podmaniczky utcai oldalán kisebb előkerteket alakítottak ki az építők.

## Képtár

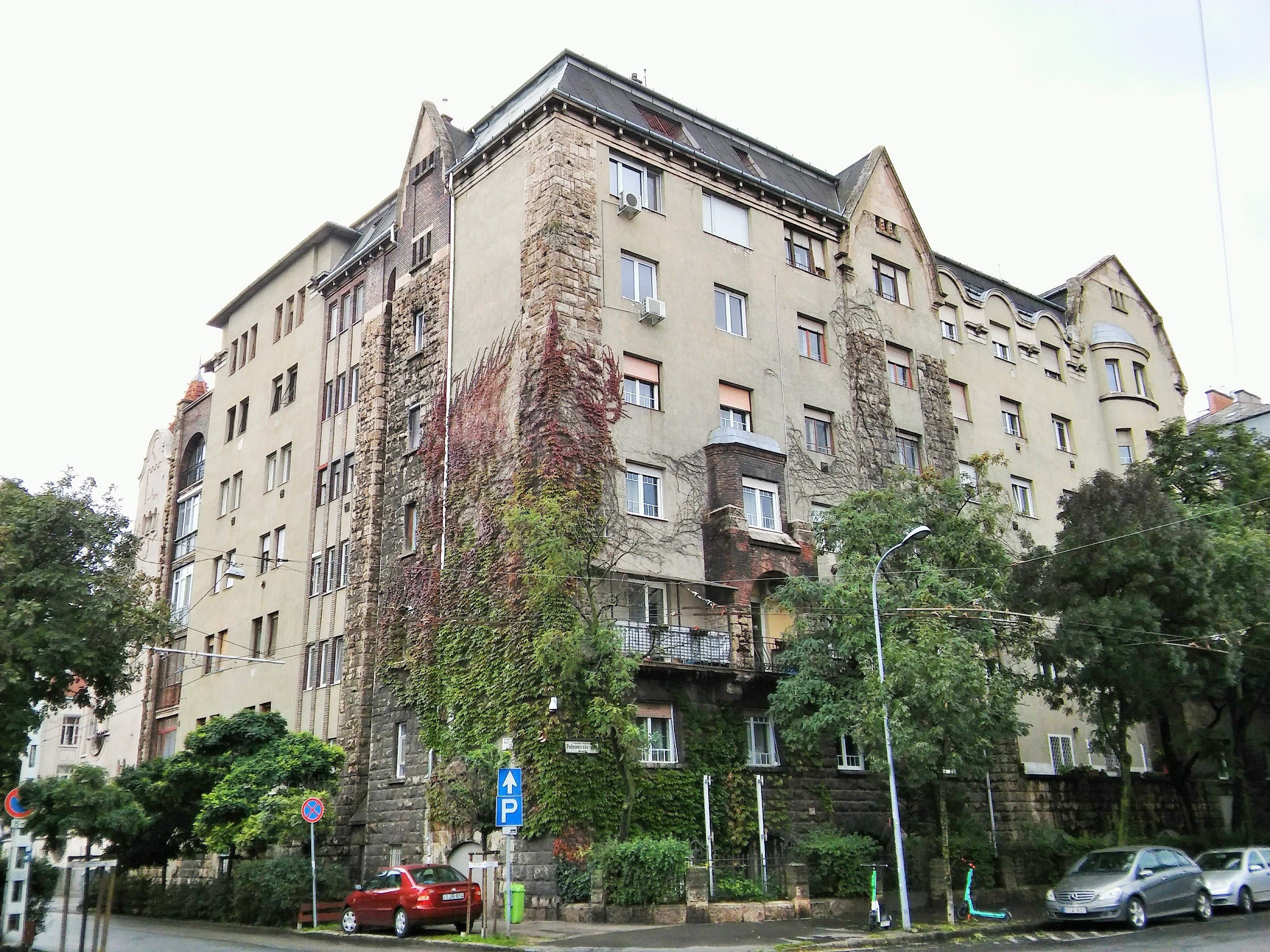
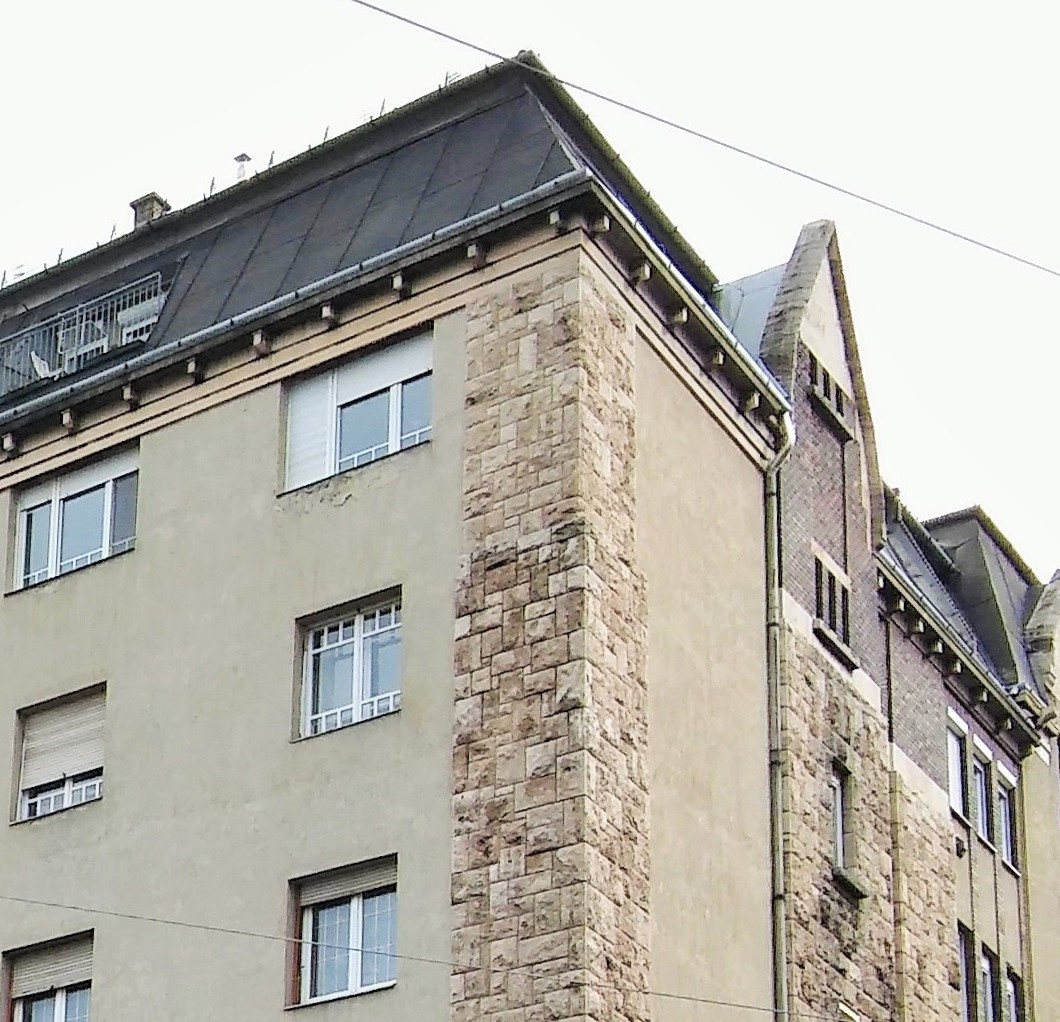
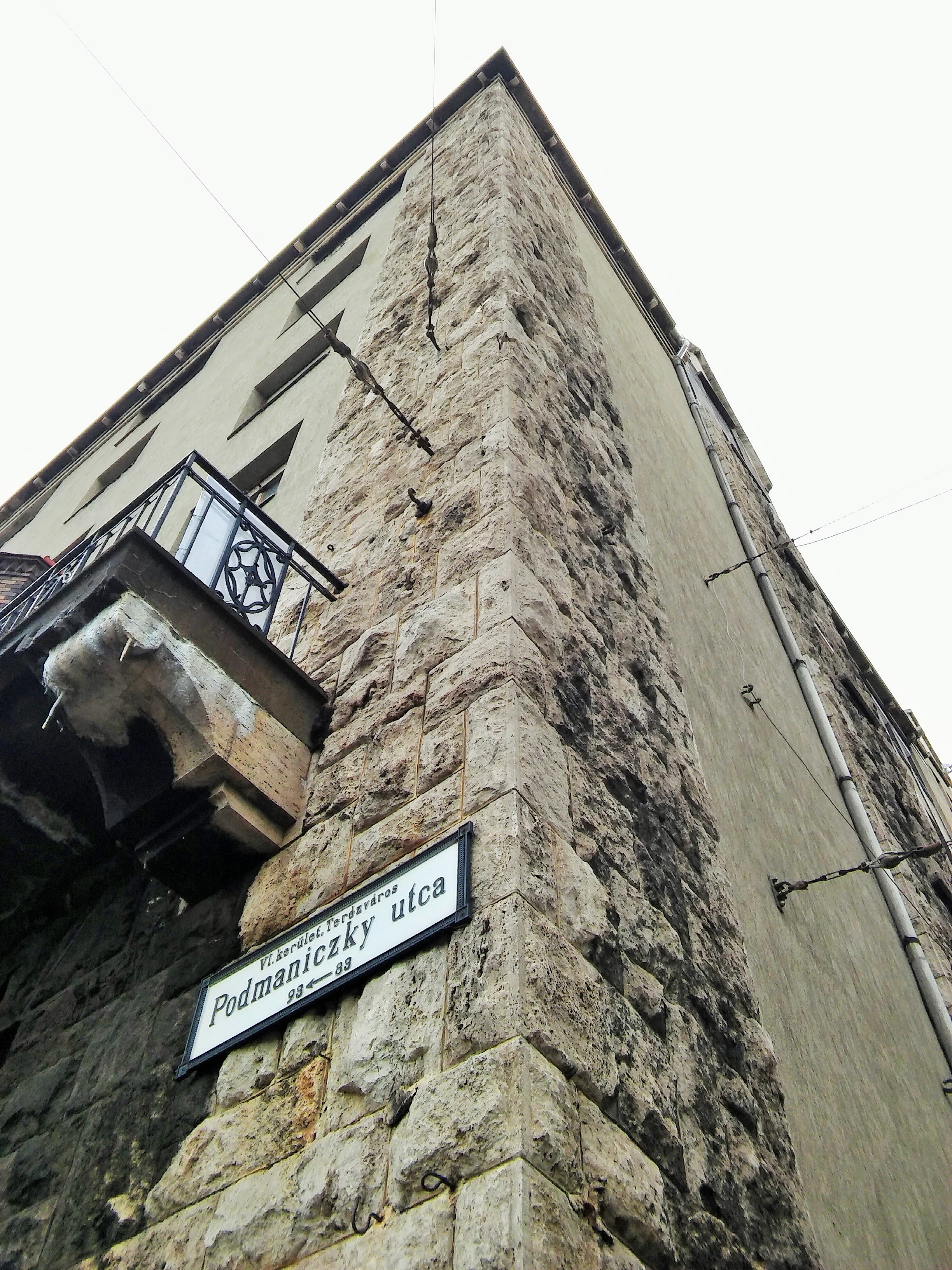
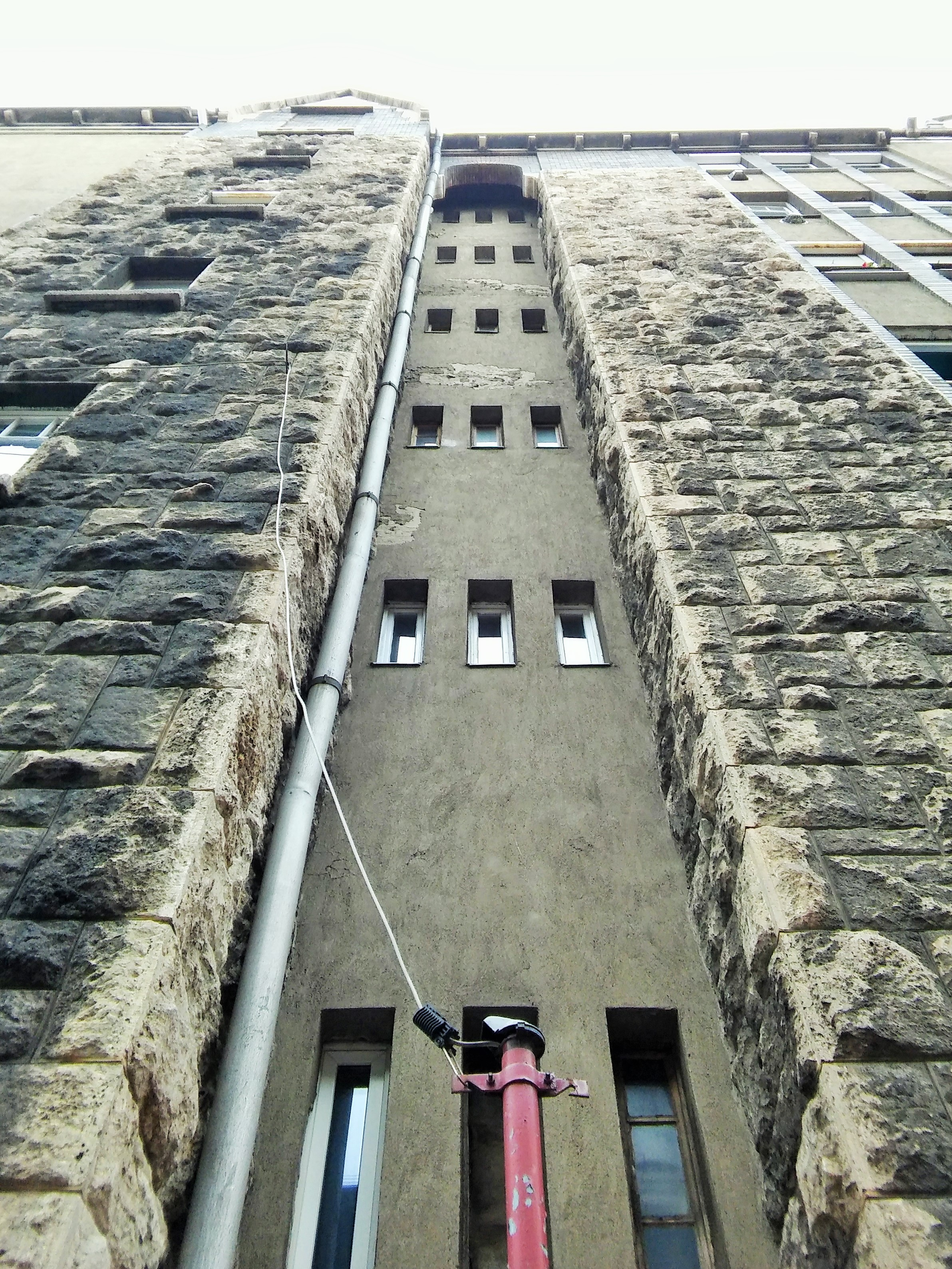
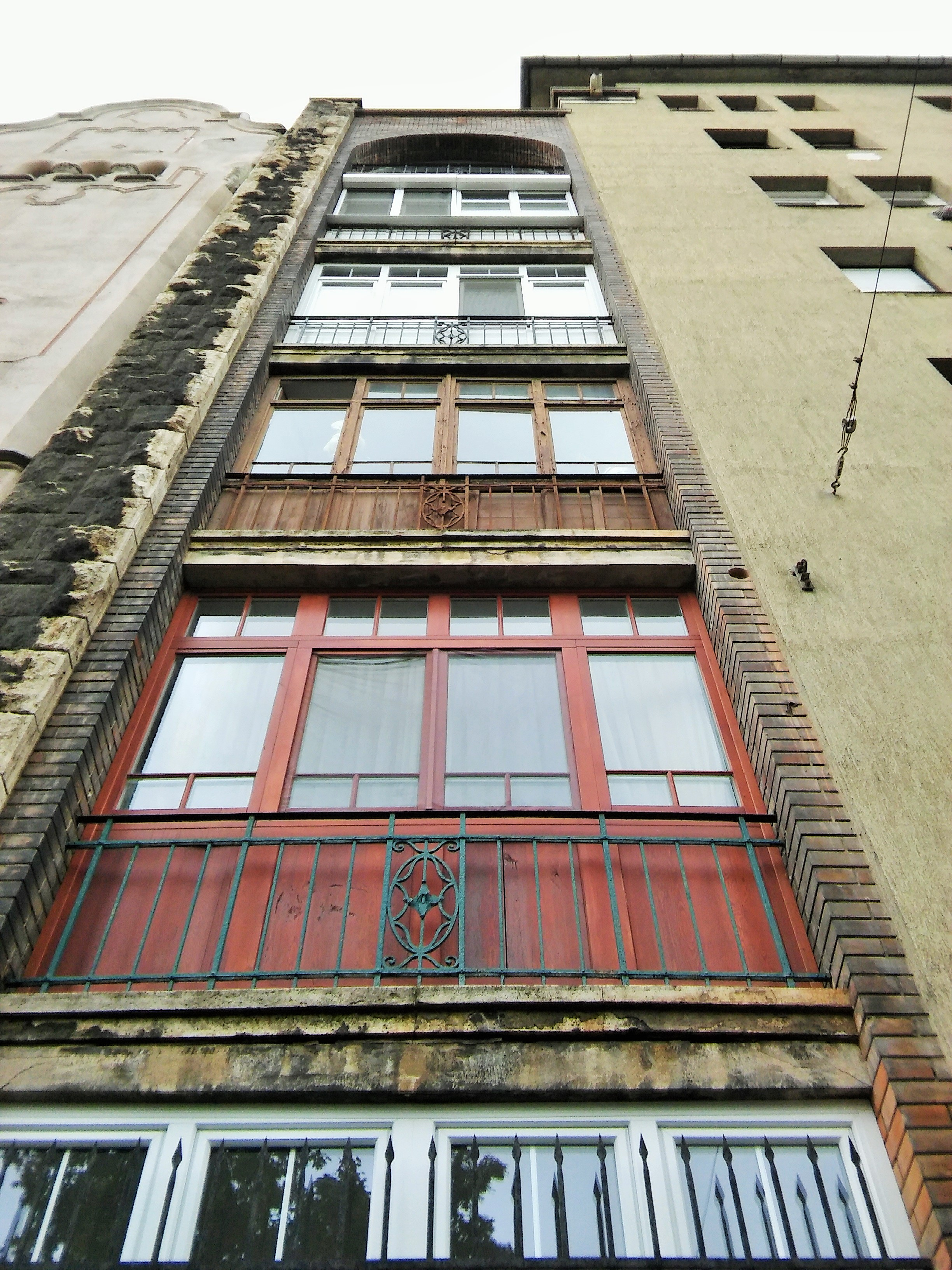
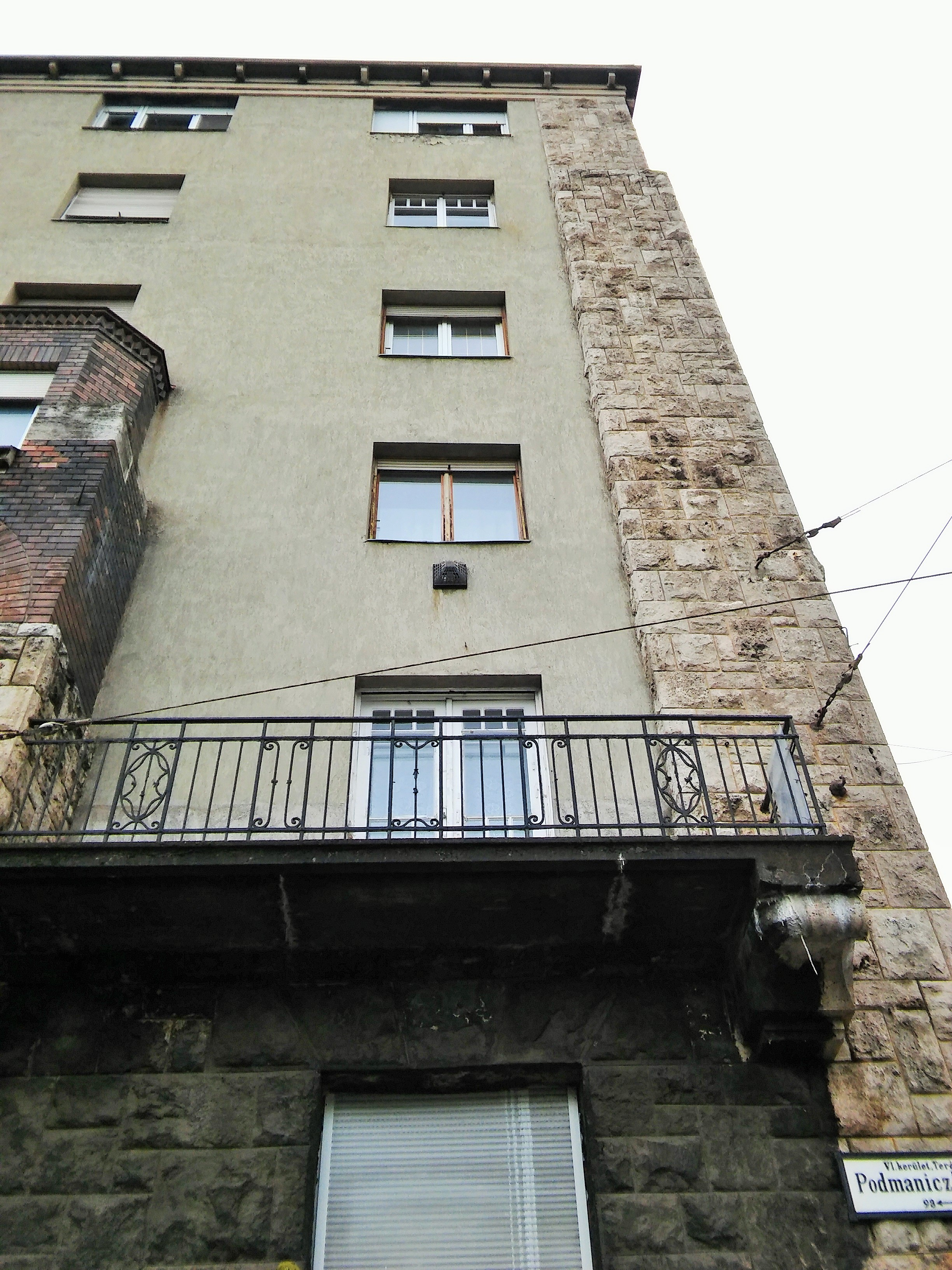
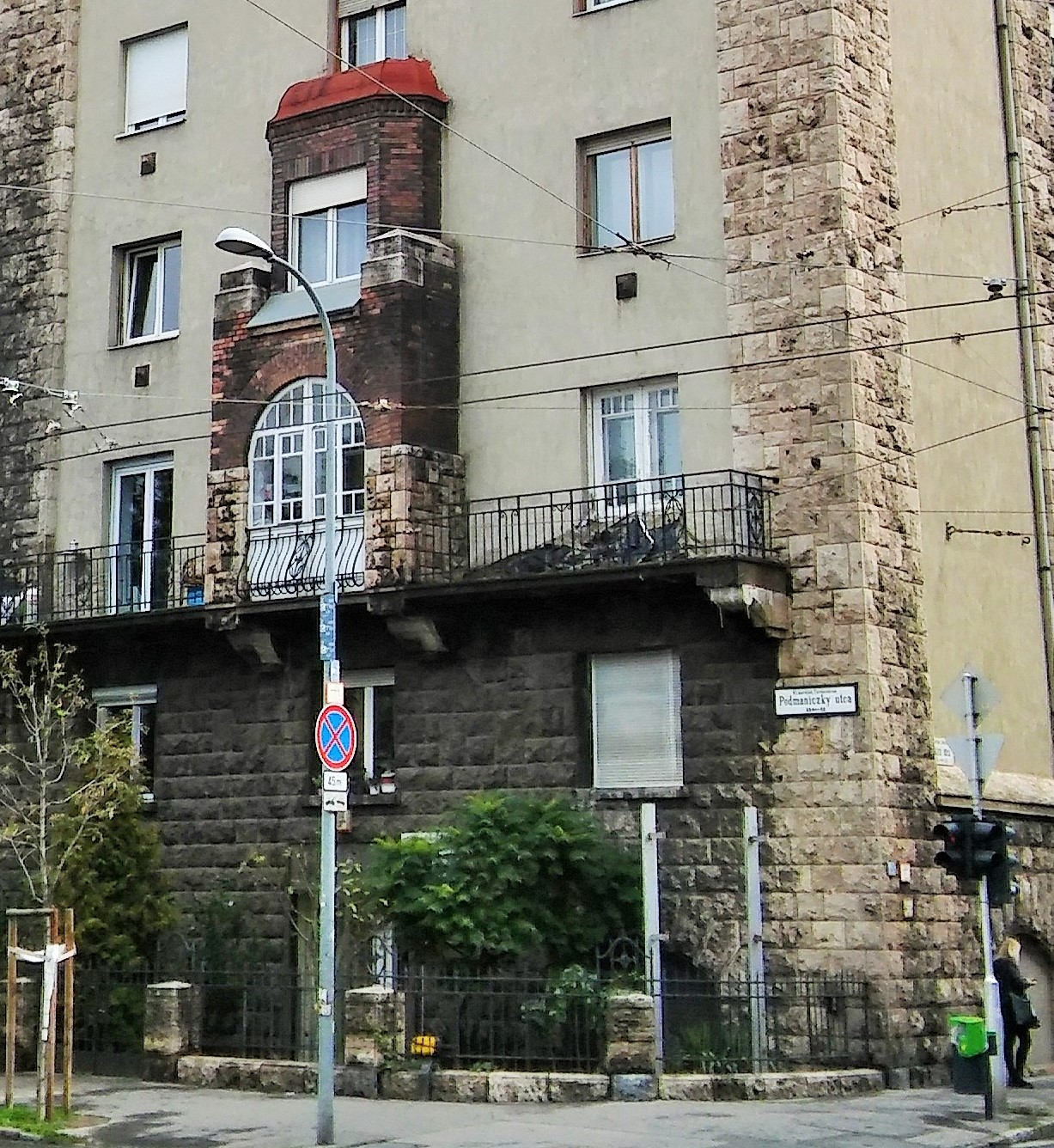
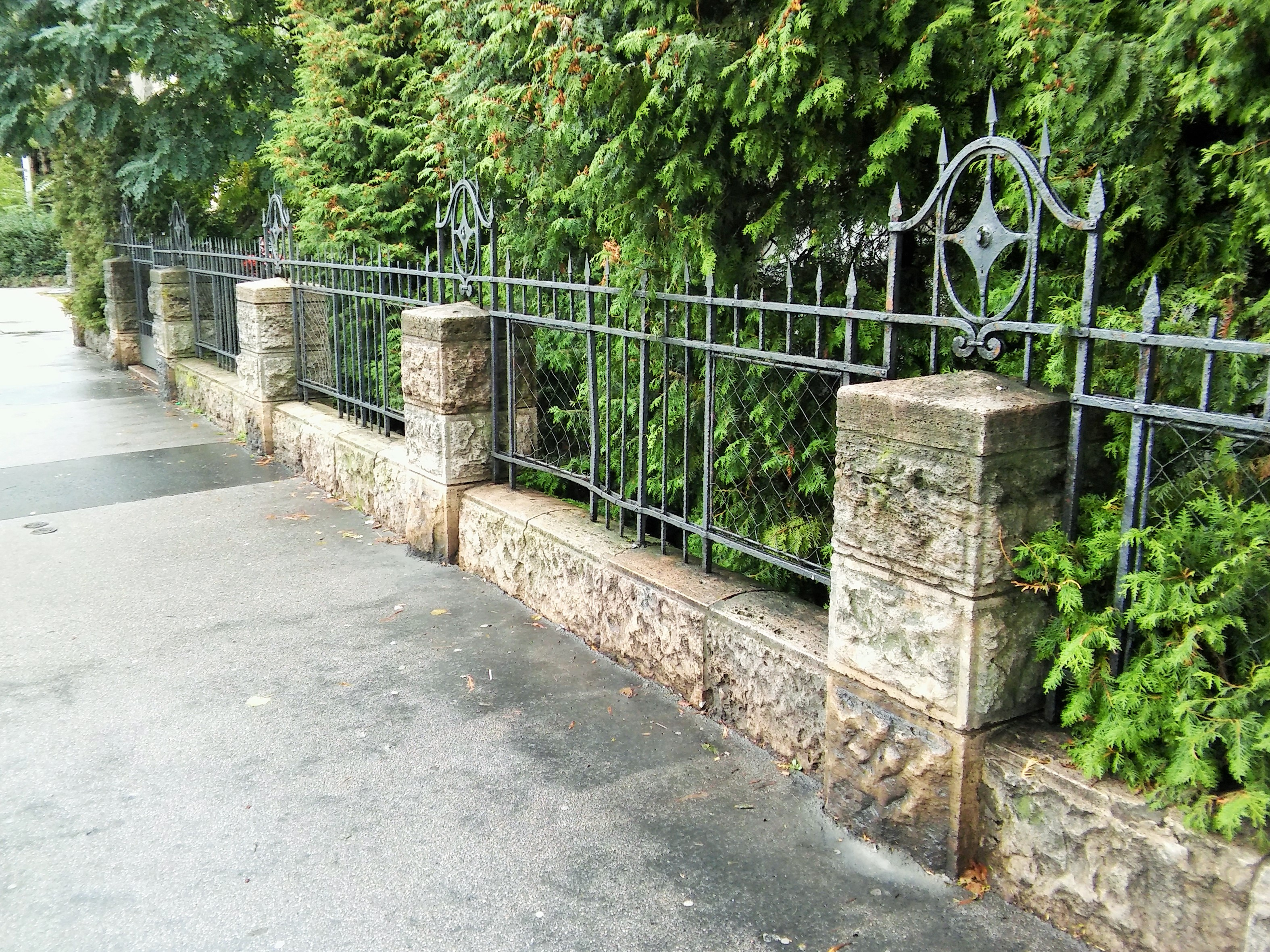
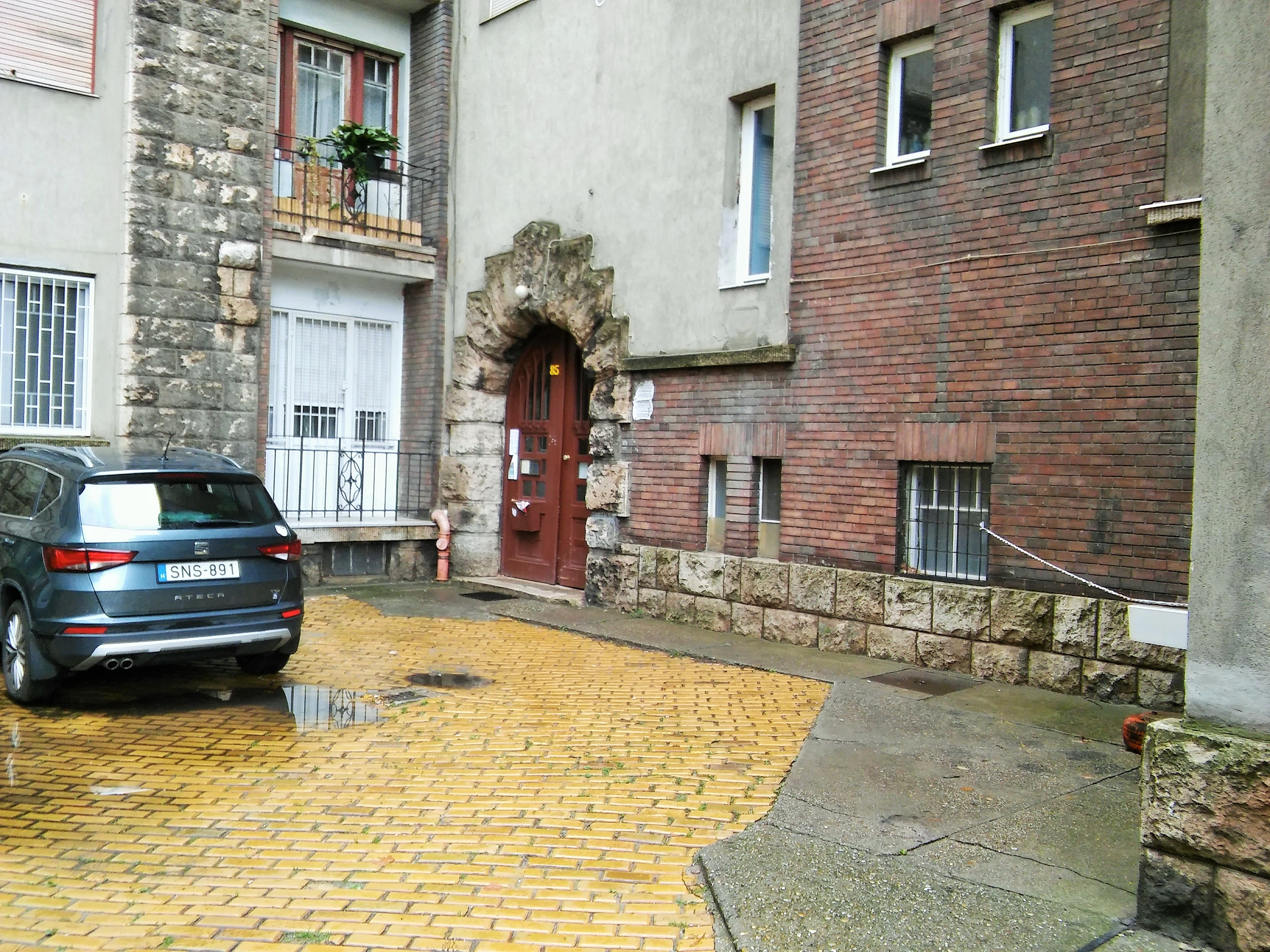
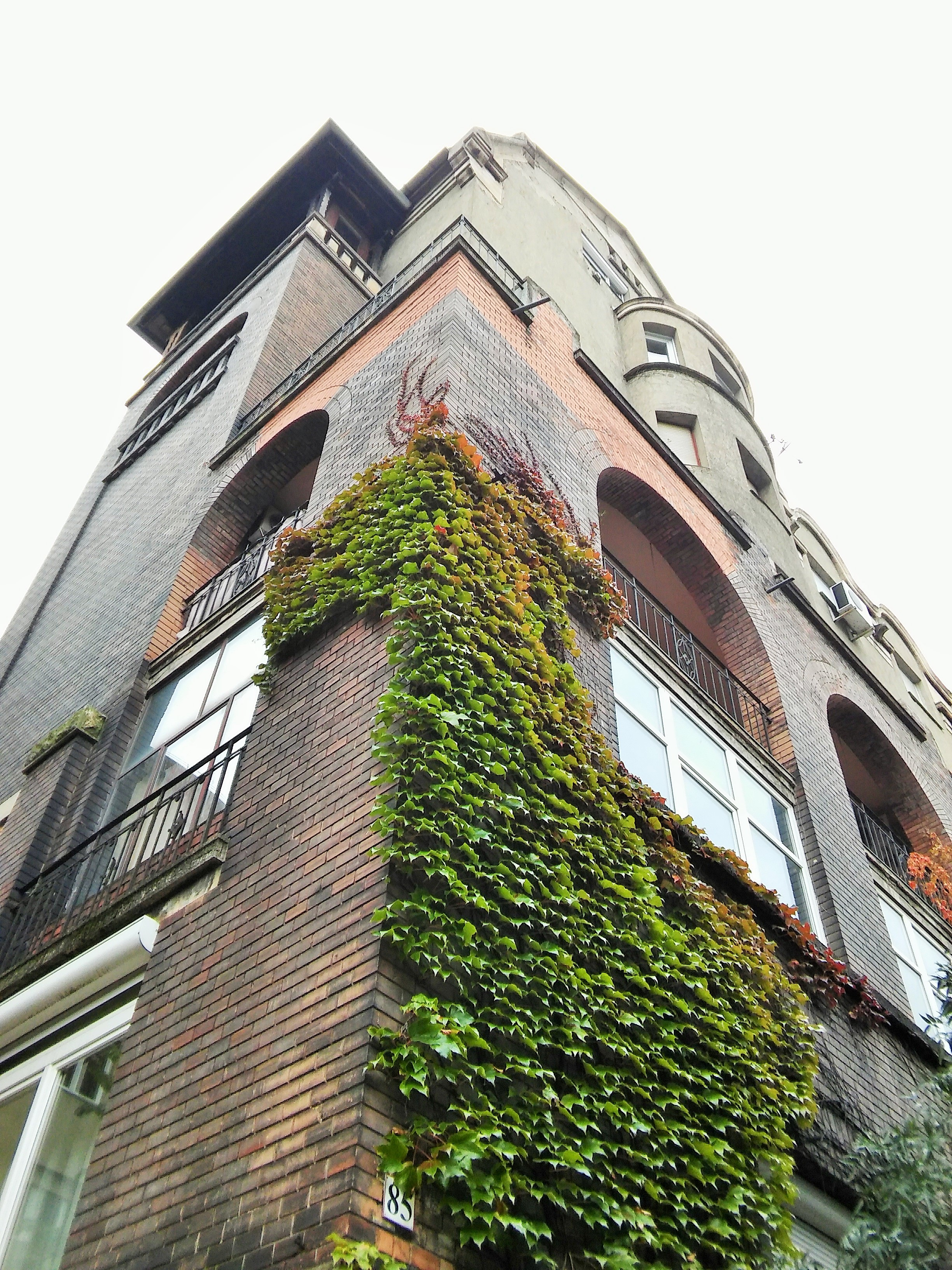
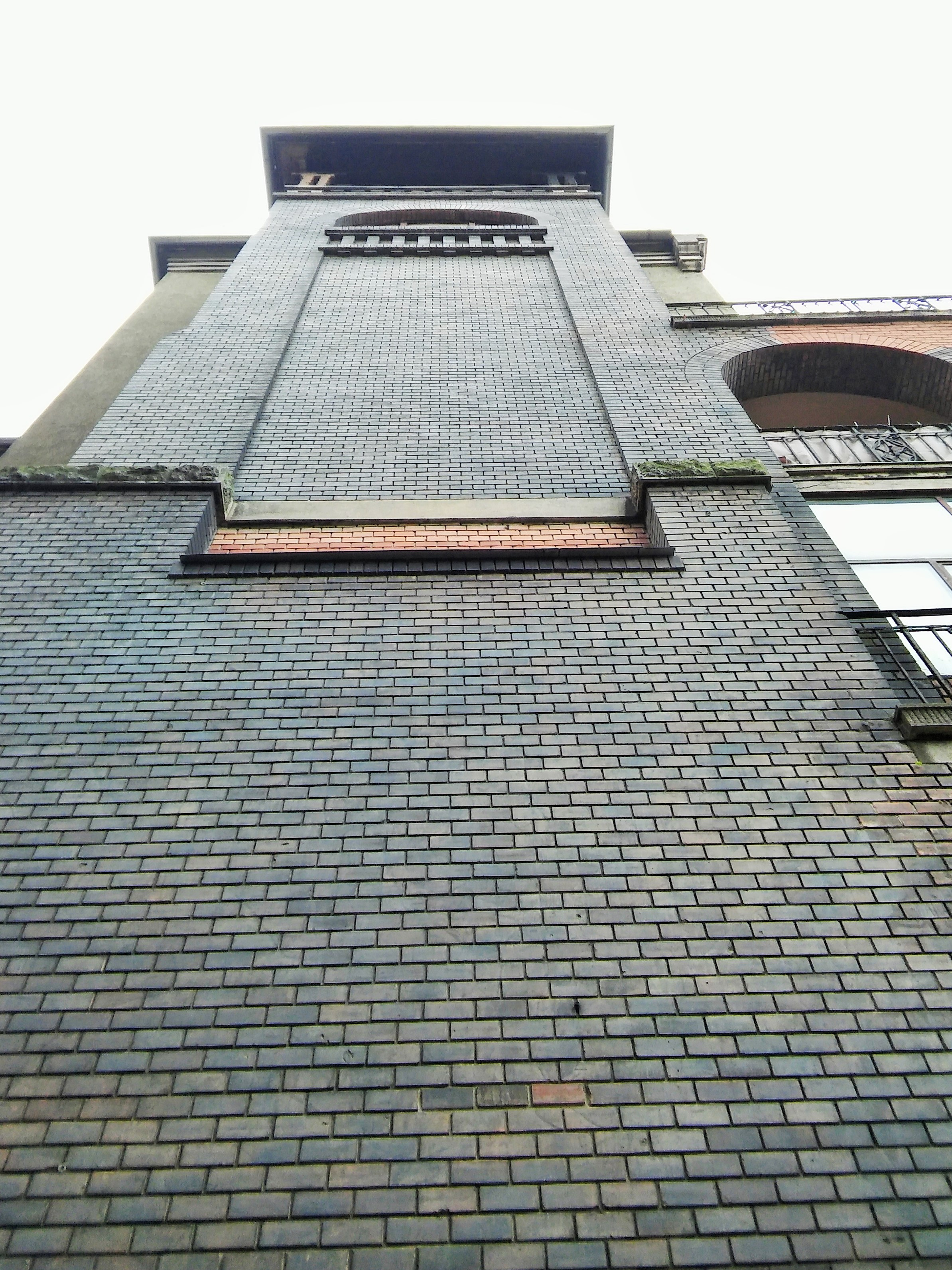
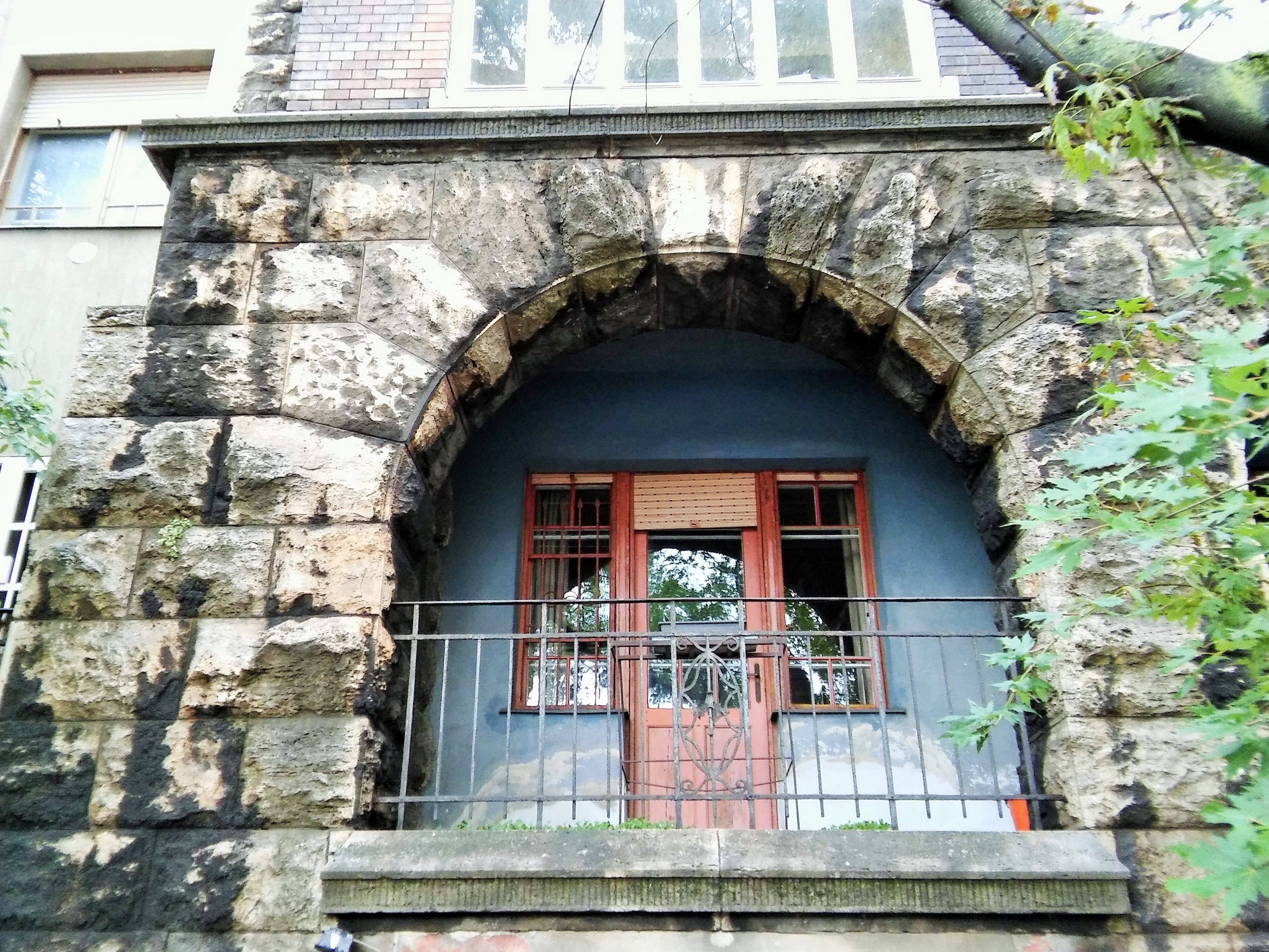